# Augustin Kmošek
Augustin Kmošek (24. prosince 1889 Litrbachy – 12. srpna 1916 Záhřeb) byl český voják, během první světové války člen České družiny, čs. dobrovolnické skupiny v ruské armádě. V květnu 1915 padl do rakousko-uherského zajetí a následně po dobu více než jednoho roku se vydával za Poláka, aby jako rakousko-uherský zběh unikl popravě. Po nezdařeném útěku se následně přiznal k příslušnosti k čs. legionářům, následně v Záhřebu odsouzen a popraven.
Spolu s Antonínem Grmelou a Josefem Müllerem byl třetím a posledním potvrzeným členem České družiny popraveným v rakousko-uherském zajetí.

## Život

### Mládí
Narodil se v domě č. 153 ve vsi Litrbachy (později Čistá) nedaleko Litomyšle v rodině mlynáře Mikuláše Kmoška a jeho manželky Heleny. Vyučil se mlynářskému řemeslu.

### První světová válka
Po začátku první světové války narukoval ke svému domovskému vysokomýtskému 98. pěšímu pluku, se kterým odcestoval na východní frontu. Zde byl 18. prosince 1914 zajat v boji u Rieglice během bitvy o Karpaty. Nedlouho poté se v ruském zajetí přihlásil do tzv. České družiny, dobrovolnické jednotky Čechů a Slováků v ruské armádě vytvořené v srpnu 1914, a následně začleněn ke 4. střelecké rotě. S jednotkou se zúčastnil bojů u Gorlice, kde byl 2. května 1915 raněn a zajat německými vojáky. Nemohl se vydávat za Rusa, mj. proto, že neuměl plynně rusky a začal se vydávat za Poláka Andrzeje Boberówa z Varšavy. Byl dopraven do nemocnice v Pešti, a po zotavení se dostal do zajateckého tábora v Dunaszerdahelju (Dunajská Streda), na území pozdějšího Slovenska. Následně byl opakovaně posílán na hospodářské polní práce. Při internaci na velkostatku barona Gutmana v Orahovici v chorvatské Slavonii v létě 1916 odsud Kmošek uprchl, ale nedaleko Osijeku byl zadržen četnictvem a doveden na zdejší vojenské velitelství.

### Vojenský soud
Zde Kmošek při výslechu doznal svou skutečnou identitu a příslušnost k České družině. Byl transportován do Záhřebu, kde byl 12. srpna 1916 byl postaven před vojenský divizní soud. Jeho obhájcem se stal Hugo Kón (1871–1943), přední záhřebský právník a výrazná osobnost zdejší židovské komunity, který Kmoškovu obhajobu postavil na záměně identit. Předejití trestu smrti se snažili vyjít vstříc taktéž někteří členové rakousko-uherského vojenského aparátu. Kmošek nicméně své činy i pravou totožnost doznal, navíc jej jakožto svědek poznal také jistý rakousko-uherský poddůstojník, se kterým Kmošek sloužil v Dalmácii. Způsob popravy byl z oběšení, kterým se obvykle popravovali zběhové, nicméně změněn na vojensky důstojnější popravu zastřelením.

### Úmrtí

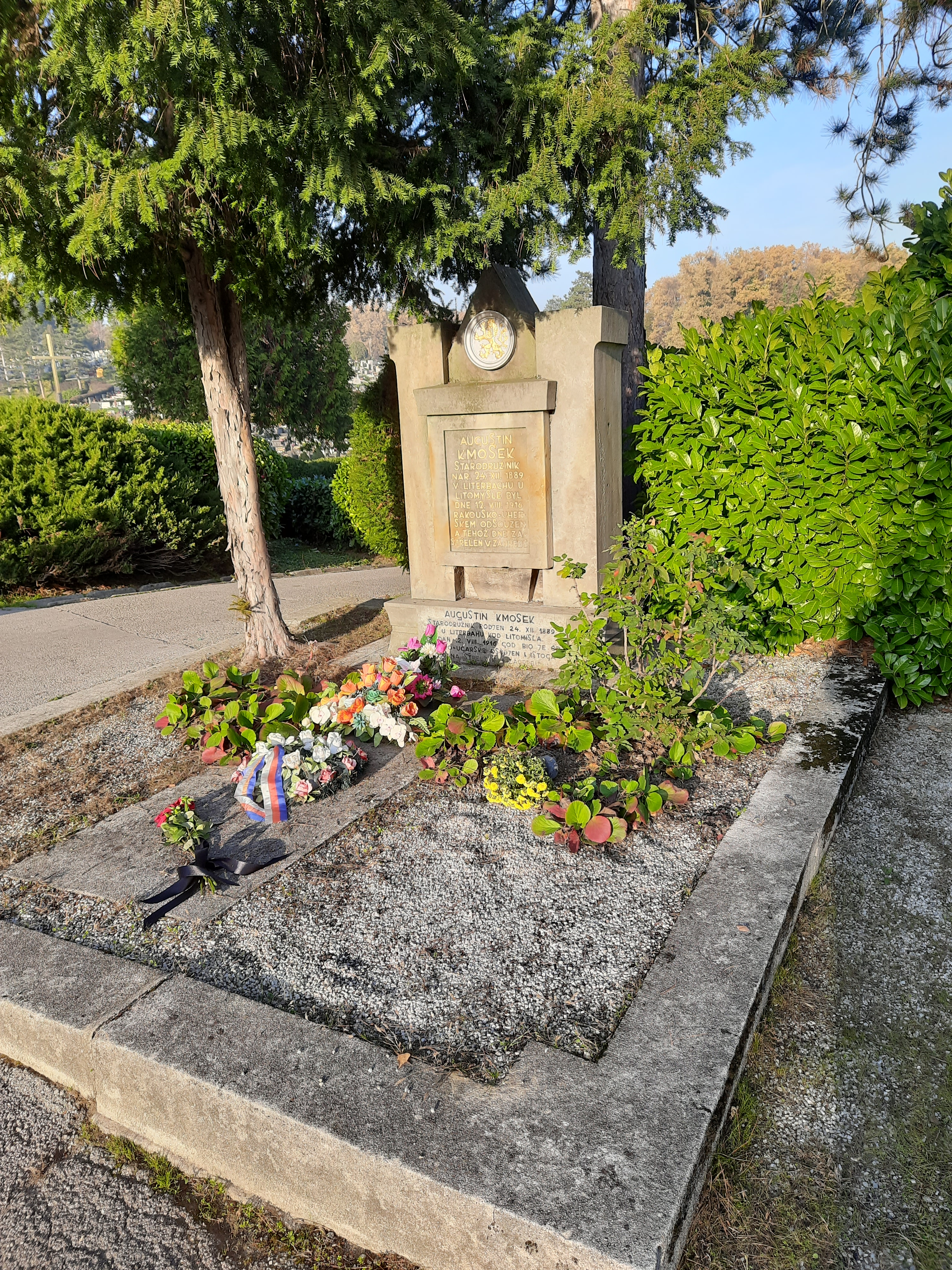
Kmoškův hrob s českým nápisem na hřbitově Mirogoj v Záhřebu (2024)

Augustin Kmošek byl popraven 12. srpna 1916 na dvoře vojenského soudu v Záhřebu. Pohřben pak byl 15. srpna 1916 na městském centrálním hřbitově Mirogoj.

### Po smrti
Po skončení první světové války byl nad Kmoškovým hrobem vztyčen mohutný náhrobek s nápisem v češtině, připomínající jeho památku. Rovněž jej připomíná pamětní deska na budově školy v Litrbachách (Čisté u Litomyšle).